# Torneo Súper 8 2005
El Torneo Súper 8 2005 fue la primera edición del Torneo Súper 8, campeonato que reemplazó al Torneo Top 4. Se disputó en la ciudad de Junín, Argentina, del 15 al 18 de diciembre de 2005 en el Estadio Héctor "Matrero" D'Anunzio. En principio se iba a disputar en San Luis, en el Polideportivo Ave Fénix, pero la AdC, ente organizador del evento, no aprobó el estadio y luego se habló de otras sedes, como Neuquén y Río Gallegos.
Se coronó como campeón el club Libertad de Sunchales, tras vencer en la final a Argentino de Junín.

## Clasificación
Para determinar los ocho equipos participantes del torneo se tuvo en cuenta la primera fase de la Liga Nacional 2005/06, de modo tal que el Súper 8 reunió a los 3 primeros de la Zona Norte y los 3 primeros de la Zona Sur, el mejor cuarto y un equipo invitado por la organización.
Esta primera edición tuvo como característico la participación de dos cuadros locales, Argentino y Ciclista.
| Zona Norte          | Ganados | Perdidos | Puntos |
| ------------------- | ------- | -------- | ------ |
| Ben Hur             | 13      | 1        | 27     |
| Central Entrerriano | 11      | 3        | 25     |
| Libertad            | 8       | 6        | 22     |
| Atenas              | 6       | 8        | 20     |
| Regatas Corrientes  | 6       | 8        | 20     |
| Argentino (Junín)   | 5       | 9        | 19     |
| Belgrano (SN)       | 5       | 9        | 19     |
| La Unión de Formosa | 2       | 12       | 16     |

| Zona Sur                | Ganados | Perdidos | Puntos |
| ----------------------- | ------- | -------- | ------ |
| Boca Juniors            | 12      | 2        | 26     |
| Ciclista Juninense      | 8       | 6        | 22     |
| Peñarol                 | 7       | 7        | 21     |
| River Plate             | 7       | 7        | 21     |
| Quilmes                 | 7       | 7        | 21     |
| Estudiantes (Olavarría) | 7       | 7        | 21     |
| Gimnasia (CR)           | 6       | 8        | 20     |
| Deportivo Madryn        | 4       | 10       | 18     |

|  |                                                |
|  | Clasificados por tener mejor récord.           |
|  | Clasificado por invitación de la organización. |

## Desarrollo del torneo
|  | Cuartos de final     | Cuartos de final     |               |               | Semifinales     | Semifinales     |  |          | Final           | Final           |  |
|  | 15 y 16 de diciembre | 15 y 16 de diciembre |               |               | 17 de diciembre | 17 de diciembre |  |          | 18 de diciembre | 18 de diciembre |  |
|  |                      |                      |               |               |                 |                 |  |          |                 |                 |  |
|  |                      |                      |               |               |                 |                 |  |          |                 |                 |  |
|  | Libertad             | 80                   |               |               |                 |                 |  |          |                 |                 |  |
|  | Libertad             | 80                   |               |               |                 |                 |  |          |                 |                 |  |
|  | Ciclista Juninense   | 73                   |               |               |                 |                 |  |          |                 |                 |  |
|  | Ciclista Juninense   | 73                   |               | Libertad      | 74              |                 |  |          |                 |                 |  |
|  |                      |                      |               | Libertad      | 74              |                 |  |          |                 |                 |  |
|  |                      |                      | Ben Hur       | 70            |                 |                 |  |          |                 |                 |  |
|  | Ben Hur              | 94                   | Ben Hur       | 70            |                 |                 |  |          |                 |                 |  |
|  | Ben Hur              | 94                   |               |               |                 |                 |  |          |                 |                 |  |
|  | Peñarol              | 86                   |               |               |                 |                 |  |          |                 |                 |  |
|  | Peñarol              | 86                   |               |               |                 |                 |  | Libertad | 86              |                 |  |
|  |                      |                      |               |               |                 |                 |  | Libertad | 86              |                 |  |
|  |                      |                      | Argentino (J) | 83            |                 |                 |  |          |                 |                 |  |
|  | Argentino (J)        | 86                   | Argentino (J) | 83            |                 |                 |  |          |                 |                 |  |
|  | Argentino (J)        | 86                   |               |               |                 |                 |  |          |                 |                 |  |
|  | Central Entrerriano  | 77                   |               |               |                 |                 |  |          |                 |                 |  |
|  | Central Entrerriano  | 77                   |               | Argentino (J) | 79              |                 |  |          |                 |                 |  |
|  |                      |                      |               | Argentino (J) | 79              |                 |  |          |                 |                 |  |
|  |                      |                      | Boca Juniors  | 75            |                 |                 |  |          |                 |                 |  |
|  | Boca Juniors         | 71                   | Boca Juniors  | 75            |                 |                 |  |          |                 |                 |  |
|  | Boca Juniors         | 71                   |               |               |                 |                 |  |          |                 |                 |  |
|  | River Plate          | 68                   |               |               |                 |                 |  |          |                 |                 |  |
|  | River Plate          | 68                   |               |               |                 |                 |  |          |                 |                 |  |
|  |                      |                      |               |               |                 |                 |  |          |                 |                 |  |

| Campeón Libertad de Sunchales Primer título |

## Premios
En total, el torneo entregó 127.000 pesos argentinos en premios. Fueron entregados a los equipos participantes acorde a su posición en el torneo.
| Premio  | Puesto           | Equipo                                                         |
| ------- | ---------------- | -------------------------------------------------------------- |
| $40 000 | Primero          | Libertad de Sunchales                                          |
| $25 000 | Segundo          | Argentino de Junín                                             |
| $15 000 | Terceros         | Ben Hur, Boca Juniors                                          |
| $8 000  | Quinto al octavo | Central Entrerriano, Ciclista Juninense, River Plate y Peñarol |